# 環慶路
環慶路，中国北宋时设置的路。设经略安抚使，但前期没有设转运使。
宋仁宗康定二年（1041年），析陕西路置環慶路经略安抚使，转运使属于永兴军路。治所在庆州（后为庆阳府，今甘肃省庆阳县）。辖境约当今甘肃省环江、马莲河流域和以东，陕西省彬州市、长武县、旬邑县、永寿县、乾县、武功县、礼泉县等地。宋神宗元丰四年（1081年）和宋徽宗宣和年间，一度设立转运使。金朝废除環慶路。